# Svenskt Trav-Oaks
Svenskt Trav-Oaks är en årlig travtävling på Solvalla i Stockholm. Finalen av Svenskt Trav-Oaks körs i slutet av september varje år i samband med Kriteriehelgen (då även Svenskt Trav-Kriterium körs). Det är ett Grupp 1-lopp, det vill säga ett lopp av högsta internationella klass.
Treåriga, svenskfödda varmblodiga ston kan delta. Kvalet till finalen görs cirka en vecka före via försöksheat, där de tolv travare som kommer på första- respektive andraplats i varje heat går vidare till finalen. Distansen är 2 140 meter med autostart. I finalloppet är förstapris 1,5 miljoner kronor.

## Vinnare
| År   | Häst             | Kusk               | Tränare            | Odds  | Tid    |
| ---- | ---------------- | ------------------ | ------------------ | ----- | ------ |
| 1979 | Prophet Jill     | Ulf Nordin         | Ulf Nordin         | 2,50  | 1.20,8 |
| 1980 | Louise           | Karl-Erik Nilsson  | Karl-Erik Nilsson  | 4,70  | 1.20,5 |
| 1981 | Divina Tilly     | Karl-Gösta Fylking | Karl-Gösta Fylking | 8,40  | 1.20,0 |
| 1982 | Pixie            | Stig H. Johansson  | Stig H. Johansson  | 1,32  | 1.16,6 |
| 1983 | Evita Guvijo     | Torbjörn Jansson   | Tommy Hanné        | 6,68  | 1.18,6 |
| 1984 | Santa Pride      | Olle Elfstrand     | Olle Elfstrand     | 2,31  | 1.17,0 |
| 1985 | Crown Fougett    | Stig H. Johansson  | Stig H. Johansson  | 8,20  | 1.22,6 |
| 1986 | Ecana Nibs       | Lennart Forsgren   | Lennart Forsgren   | 1,98  | 1.17,4 |
| 1987 | Vivetta Orion    | Thomas Bergkvist   | Hans-Erik Eriksson | 10,09 | 1.15,6 |
| 1988 | Katinka Broline  | Björn Linder       | Björn Linder       | 7,39  | 1.19,0 |
| 1989 | Pershinette      | Leif Witasp        | Leif Witasp        | 2,77  | 1.17,3 |
| 1990 | Pink Lady        | Leif Witasp        | Leif Witasp        | 10,27 | 1.17,2 |
| 1991 | Eva Pride        | Torbjörn Jansson   | Tommy Hanné        | 10,76 | 1.17,1 |
| 1992 | Sussie Ribb      | Lennart Forsgren   | Marianne Andersson | 5,77  | 1.14,7 |
| 1993 | Emma Gee San     | Stig H. Johansson  | Stig H. Johansson  | 2,96  | 1.16,3 |
| 1994 | Love Me Do       | Jan Rapp           | Bengt Johansson    | 7,69  | 1.15,3 |
| 1995 | Sissela Ås       | Atle Hamre         | Atle Hamre         | 1,62  | 1.17,1 |
| 1996 | Hannah Newmen    | Jorma Kontio       | Ola Samuelsson     | 3,59  | 1.15,3 |
| 1997 | Simb Capi        | Per Lennartsson    | Lennart Wikström   | 6,81  | 1.16,2 |
| 1998 | Pine Princess    | Örjan Kihlström    | Nils Sylwén        | 3,31  | 1.15,5 |
| 1999 | Kimbee San       | Jim Frick          | Stig H. Johansson  | 13,38 | 1.15,5 |
| 2000 | Johannita        | Jim Frick          | Jim Frick          | 6,41  | 1.14,8 |
| 2001 | Pine Dust        | Örjan Kihlström    | Stefan Hultman     | 1,58  | 1.15,1 |
| 2002 | Je T'Aime Dream  | Stig H. Johansson  | Stig H. Johansson  | 3,39  | 1.15,3 |
| 2003 | Giant Diablo     | Örjan Kihlström    | Roger Walmann      | 1,38  | 1.15,4 |
| 2004 | Alexia Ås        | Örjan Kihlström    | Roger Walmann      | 6,32  | 1.14,3 |
| 2005 | Electra Skift    | Erik Adielsson     | Stig H. Johansson  | 9,47  | 1.14,3 |
| 2006 | Early Southwind  | Björn Goop         | Timo Nurmos        | 32,94 | 1.14,4 |
| 2007 | Sissel Godiva    | Johnny Takter      | Catrin Fajersson   | 4,05  | 1.15,4 |
| 2008 | Annicka          | Jörgen Westholm    | Jörgen Westholm    | 3,32  | 1.13,9 |
| 2009 | Pebbly           | Björn Goop         | Olle Goop          | 11,20 | 1.14,8 |
| 2010 | Tamla Celeber    | Örjan Kihlström    | Roger Walmann      | 1,35  | 1.14,0 |
| 2011 | Vincennes        | Akseli Lahtinen    | Sören Lennartsson  | 19,79 | 1.13,9 |
| 2012 | Fascination      | Johnny Takter      | Lars I. Nilsson    | 2,68  | 1.13,7 |
| 2013 | D'One            | Örjan Kihlström    | Roger Walmann      | 1,38  | 1.13,6 |
| 2014 | Face'Em          | Peter G. Norman    | Peter G. Norman    | 6,98  | 1.13,8 |
| 2015 | Spoil Me         | Kenneth Haugstad   | Roger Walmann      | 32,75 | 1.11,5 |
| 2016 | Darling Mearas   | Stefan Persson     | Stefan Persson     | 2,98  | 1.12,5 |
| 2017 | Candy la Marc    | Erik Adielsson     | Lars Marcussen     | 25,42 | 1.12,6 |
| 2018 | Conrads Rödluva  | Örjan Kihlström    | Daniel Redén       | 5,51  | 1.11,9 |
| 2019 | Diana Zet        | Örjan Kihlström    | Daniel Redén       | 3,10  | 1.13,5 |
| 2020 | Eagle Eye Sherry | Stefan Persson     | Björn Goop         | 24,81 | 1.13,1 |
| 2021 | Lara Boko        | Mika Forss         | Timo Nurmos        | 6,94  | 1.12,1 |
| 2022 | Bonneville W.I.  | Ulf Ohlsson        | Timo Nurmos        | 3,19  | 1.11,9 |
| 2023 | Adriatica        | Magnus A. Djuse    | Timo Nurmos        | 3,59  | 1.12,5 |
| 2024 | Vivillion        | Daniel Wäjersten   | Daniel Wäjersten   | 4,19  | 1.11,7 |